# サン・ペドロ要塞
サン・ペドロ要塞（サン・ペドロようさい、スペイン語: Fuerza de San Pedro、英語: Fort San Pedro、タガログ語: Moog ng San Pedro）は、フィリピン中部セブ島セブ市に存在する稜堡式要塞。スペイン統治時代に建築されたもので、現在その周辺はセブ港湾地区、独立広場となっている。

## 概要
サン・ペドロ要塞はフィリピン最古かつ最小の三角形の稜堡式要塞で、元々はスペインのコンキスタドールミゲル・ロペス・デ・レガスピにより建築されたものである。現在に残る石造りの要塞は、1738年までに敵対するムスリム勢力からの攻撃に対抗するために建設された。次いで19世紀後半には、要塞はフィリピン人の反乱に対する拠点として機能するようになった。サン・ペドロ要塞は初期のスペイン人入植者にとっての中心的な拠点であった。
サン・ペドロ要塞は2面が海、1面が陸に面する三角形の形状を持つ。海に面した2面は大砲とその前面を覆う木製の柵で守られていた。三角形の頂点に位置する3つの稜堡には、それぞれラ・コンセプション (SW)、イグナチオ・デ・ロヨラ (SE)、サン・ミゲル (NE) の名前が付けられている。要塞内の面積は2,025 m2 (21,800 sq ft)、防壁の高さは20 ft (6.1 m)、厚さが8 ft (2.4 m) で、高さ30 ft (9.1 m) の塔が存在する。外周の長さは1,248 ft (380 m)。各辺の長さは均等ではなく、都市に面した側には門が設けられている。14門の大砲が砲座に備え付けられており、その多くは今日でもその姿を留めている。
要塞の建設は、レガスピの指示のもと1565年5月8日に開始された。しかしその後2世紀については情報が少ない。1739年にスペイン王フェリペ5世の要請を受け、知事General Tanonがセブ島の情報を報告した際に、この要塞の詳細が報告されている。

## 画像

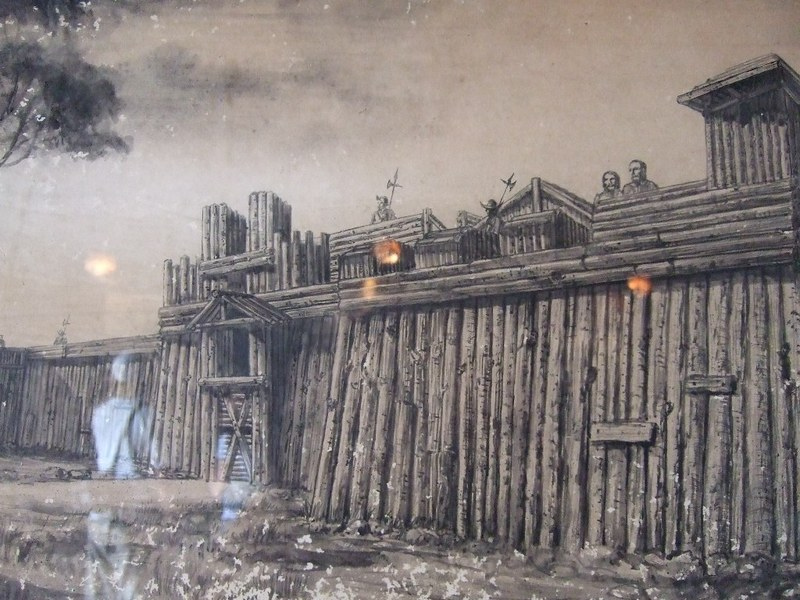
1565年当時の要塞（想像図）
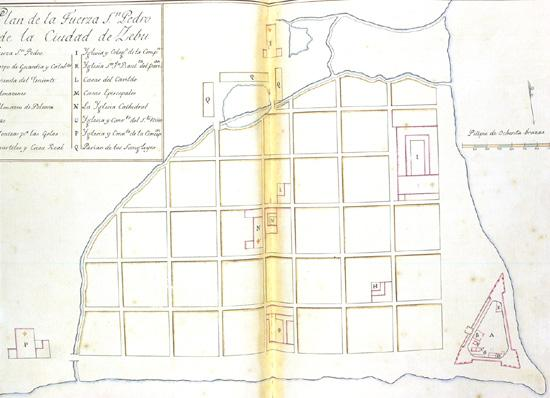
1643年当時の地図。要塞は岬に位置している。
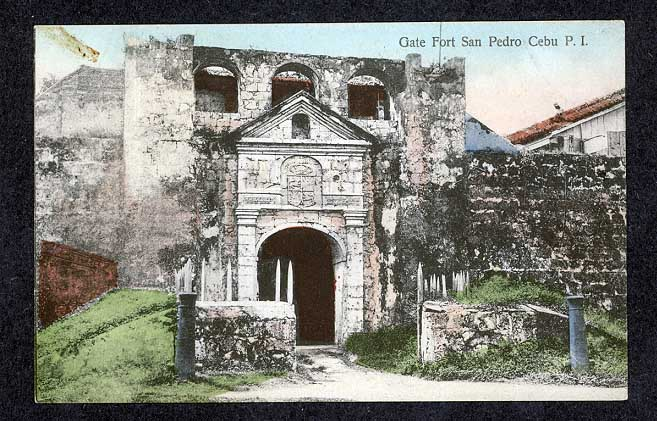
1900年当時の要塞入口
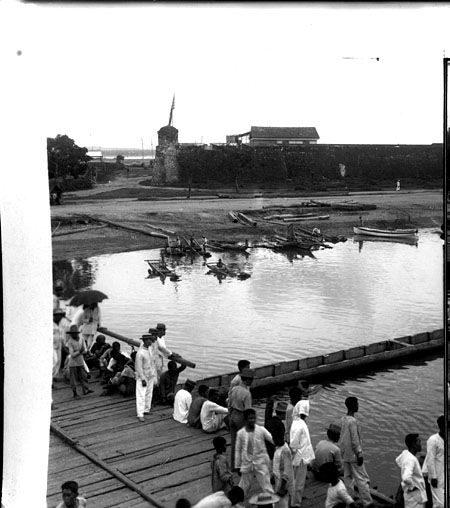
南西海岸沿いから見た要塞（1900年）
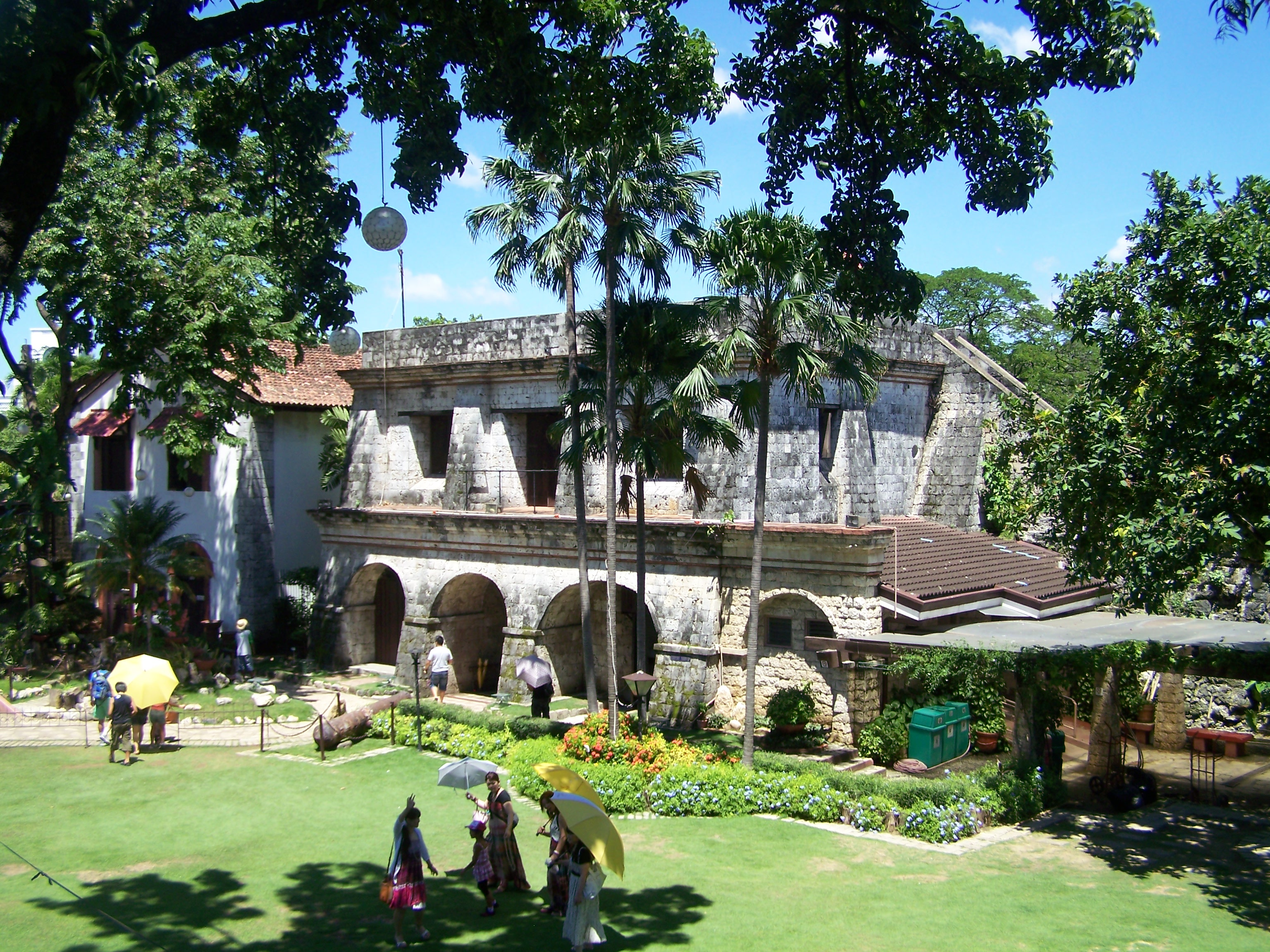
要塞内部（2010年）